# Конечная теория гарантированного поиска
Конечная теория гарантированного поиска (КТГП) — раздел теории гарантированного поиска, в котором изучаются свойства дискретного поиска на комбинаторных графах. Причём бывает полезно вместо комбинаторного представлять граф топологический.
Большинство утверждений КТГП доказывается методами теории графов. Поиск на графе {\displaystyle G} определяется как совокупность некоторых отображений множеств целых неотрицательных чисел во множество вершин графа {\displaystyle G}. Поиску и целому неотрицательному числу всегда сопоставляется подграф графа {\displaystyle G}, называемый исследованной областью.
Понятия теории графов, такие как минор графа, остов графа, путевая ширина, кликовое число, не являются предметом КТГП, но активно ею используются. КТГП включает следующие разделы: вычисление поисковых чисел и оптимального времени поиска, операции над графами и поисками на них, классификация графов относительно их поисковых чисел.
Для постановки задачи поиска на графах достаточно было средств времён Эйлера, однако первые содержательные результаты то этой теме появились лишь к концу 1980-х годов. Основополагающие работы принадлежат: Николаю Петрову, Торренсу Парсонсу, Андреа Лапо, Фёдору Фомину, Петру Головачу.